# Carmen Conde
Carmen Conde Abellán (Cartagena, 15 de agosto de 1907-Majadahonda, 8 de enero de 1996) fue una poeta, prosista, dramaturga, ensayista y maestra española, considerada una de las voces más significativas de la generación poética del 27. En 1978 fue elegida la primera académica de número de la Real Academia Española, pronunciando su discurso de ingreso en 1979. En 1931, Conde fundó, junto a su marido Antonio Oliver Belmás, la primera Universidad Popular de Cartagena.

## Trayectoria vital y literaria
A los seis años se trasladó con su familia a Melilla, donde vivió hasta 1920. Las memorias de esta época están recogidas en Empezando la vida. En 1923, aprobó unas oposiciones para Auxiliar de la Sala de Delineación de la Sociedad Española de Construcción Naval y empezó a trabajar, iniciando su colaboración con la prensa local un año más tarde. A los 19 años, comenzó Magisterio en la Escuela normal de Maestras de Murcia. El 15 de abril de 1924, Conde publicó su primer trabajo en un diario de Cartagena. Siguió colaborando con otros periódicos y revistas, publicando en 1925 un entremés titulado A los acordes de la pavana, que había obtenido el primer premio en los Juegos Florales convocados por la Asamblea Local de la Cruz Roja de Albacete. Finalizó sus estudios de Magisterio en Albacete, en 1928, gracias a la hospitalidad de su prima Carmen Ibáñez Ibáñez, profesora de música de la Escuela Normal de Magisterio de esta ciudad.[cita requerida]
Mantuvo una intensa correspondencia con la poeta Ernestina de Champourcín, prácticamente ininterrumpida desde enero de 1928 hasta 1930. A partir de ese año, las cartas se fueron distanciando aunque la mantuvieron hasta los años ochenta. Sin embargo, por avatares diversos, se conservan sobre todo las cartas de Ernestina a Carmen. En esta correspondencia, ambas reconocen la influencia en su poesía de Juan Ramón Jiménez, de Gabriel Miró y de clásicos como Santa Teresa o Fray Luis de León. También en ellas Conde le pide información sobre el Lyceum y sus actividades. Terminó conociendo personalmente a Champourcín durante su estancia en Madrid.
En 1927, conoció al poeta Antonio Oliver y formalizaron sus relaciones. Ella publicó en Ley: entregas de capricho, y en 1928 en Obra en marcha: diario poético, las minoritarias revistas de Juan Ramón Jiménez. En 1929, publicó Brocal, un libro de poemas en prosa, con presencia de la naturaleza y cuyo tema es el amor. Terminó sus estudios de Magisterio en la Escuela Normal de Albacete en 1930. Un año más tarde, el 5 de diciembre de 1931, se casaron para participar en la puesta en marcha de la primera Universidad Popular de Cartagena. 
En 1931, se publicó su ensayo pedagógico Por la escuela renovada. En 1933, auxiliados por el Patronato de Misiones Pedagógicas, fundaron la revista Presencia, órgano de la Universidad Popular, que contaba con biblioteca de adultos, biblioteca infantil, cine educativo y en donde se celebraban conferencias y exposiciones. Uno de los poetas invitados fue Miguel Hernández, que pasó a ser amigo íntimo del matrimonio. Otros poetas e intelectuales fueron a la Universidad Popular: Ramón Sijé, Margarita Nelken, María de Maeztu entre otros. En ese periodo, Conde trabajó también como maestra en la Escuela Nacional de Párvulos de El Retén.
En 1933, se trasladó a Madrid y nació muerta su única hija, tema que aparece intermitentemente en su poesía. En 1934, publicó Júbilos, prologado por Gabriela Mistral e ilustrado por Norah Borges. Había sido escrito durante su embarazo, lo que explica su tono feliz. Trabajó como Inspectora-Celadora de Estudios del Orfanato de El Pardo, hasta que dimitió en 1935. En este año, la pareja colaboró con periódicos nacionales como El Sol, en el que se publicaron las Cartas a Katherine Mansfield y también con publicaciones seriadas hispanoamericanas.
En 1936, mientras estudiaba en la Universidad de Valencia, Conde conoció a Amanda Junquera, esposa del catedrático de Historia de España Cayetano Alcázar Molina, con la que mantuvo una relación amorosa, según ha documentado José Luis Ferris, en la biografía Carmen Conde: vida, pasión y verso de una escritora olvidada. El investigador ha afirmado que tanto la vida como la obra de la poeta «se van a ver definidas por esa batalla interior que Carmen hubo de librar hasta el final de sus días, una lucha íntima, secreta acaso, entre las sombras del pasado y el presente junto a Amanda Junquera». Para Ramón Guerra de la Vega, la pasión por Amanda Junquera le inspiró algunos de los libros más intensos, como Ansia de gracia y Mujer sin edén.
Al estallar la Guerra Civil, Oliver se unió al ejército republicano al frente de la Emisora Radio Frente Popular número 2. Conde le siguió por varias ciudades de Andalucía, pero regresó a Cartagena para cuidar de su madre. El estallido de la guerra hizo que, en julio de 1936, renunciaran al proyecto de acudir a la invitación de Gabriela Mistral (entonces cónsul de Chile en Lisboa), antes de viajar a Francia y Bélgica para estudiar las instituciones de cultura popular en aquellos países, para lo que Conde había obtenido una pensión. También en la Facultad de Letras de Valencia siguió cursos y aprobó oposiciones a Bibliotecas, aunque nunca llegó a ejercer.
En marzo de 1937, Conde trabajó como maestra interina de la Escuela Nacional de niñas n.º 3 de Murcia e impartió clases a adultas analfabetas en la Casa de la Mujer de la Agrupación de Mujeres Antifascistas. La organización Mujeres Libres le publicó Enseñanza nueva en 1936, La composición literaria infantil, Poemas de guerra y Oíd la vida, en 1937. También escribió varias obras en prosa poética no publicadas hasta años después.
Al acabar la guerra, su esposo vivió recluido en Murcia en casa de su hermana y Conde vivió escondida en el domicilio de los Junquera en Madrid durante un año, escribiendo el poema en prosa El arcángel, inédito hasta los años 60. En 1940, se instaló en El Escorial con Amanda Junquera, donde escribió gran parte de su obra. Para comunicarse con su marido, se valió de su amigo José Ballester Nicolás, director de La Verdad y funcionario de Correos.

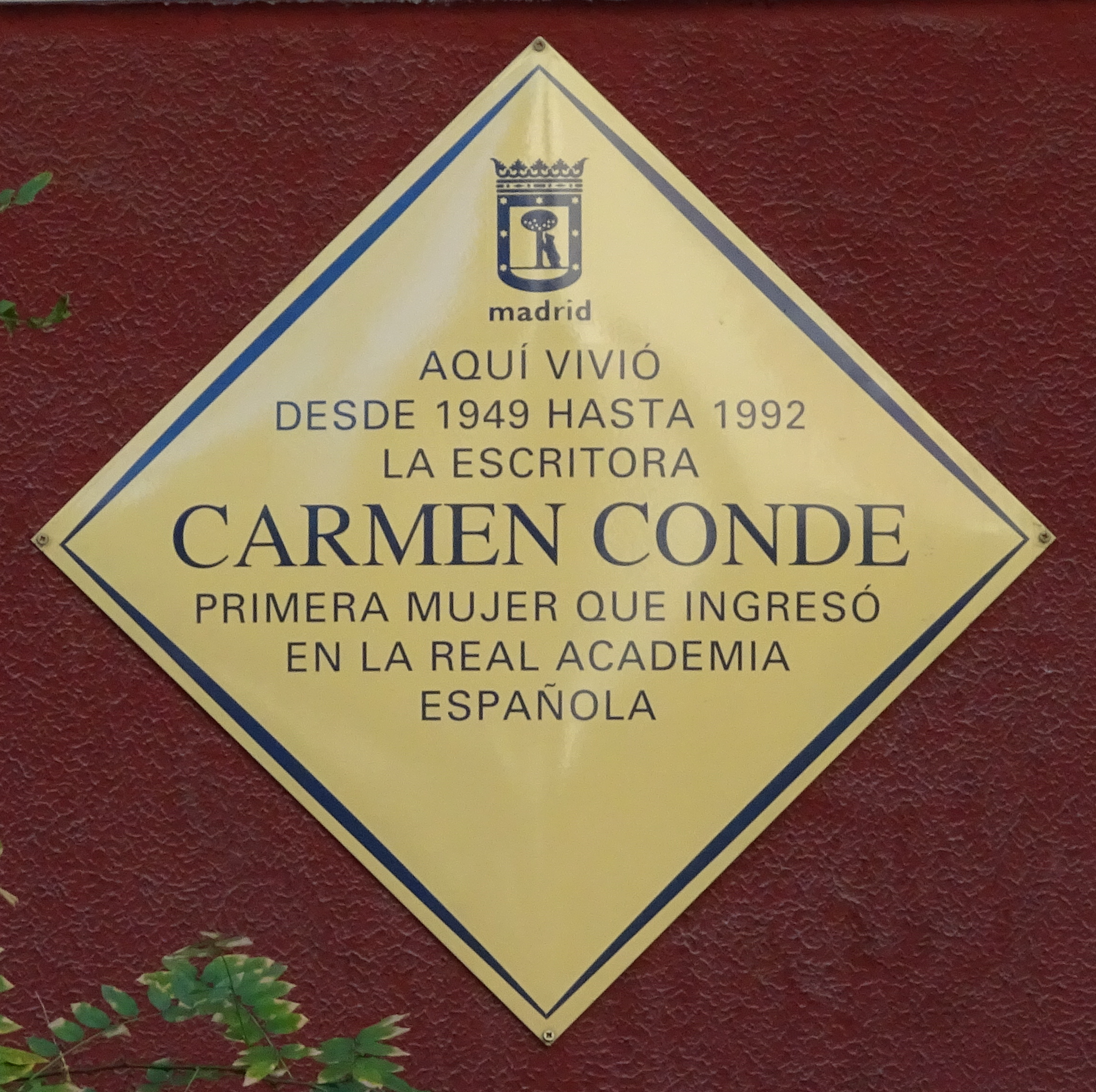
Placa conmemorativa en su domicilio en la calle Ferraz.

La década de 1940 fue literariamente muy productiva y Conde utilizó como seudónimos Magdalena Noguera, Florentina del Mar y otros. Con el de Magdalena Noguera publicó obras de tono religioso y como Florentina del Mar firmó cuentos y teatro para niños, ensayos y relatos. También realizó traducciones del francés y del italiano. En 1941, Conde y Junquera se instalaron en la calle de Wellingtonia de Madrid, en un inmueble propiedad de Vicente Aleixandre, que residía en la planta baja. El matrimonio se reunió en 1945, residiendo en la Pensión Valls de la madrileña calle Goya, junto con la madre de Conde, hasta que en 1949 pasaron a vivir en el que fue el domicilio familiar, en la calle de Ferraz. Desde 1944 hasta 1951, colaboró en Radio Nacional de España.
Fue juzgada por haberse decantado por la República, con fallo de sobreseimiento provisional en 1944 aunque con una nueva denuncia en 1949. A pesar de ello, desarrolló una intensa actividad. Se encargó de la asesoría literaria de la Editorial Alhambra, colaboró en la Sección Bibliográfica del CSIC y en la Sección de Publicaciones de la Universidad Central de Madrid. Estos años publicó algunas de sus obras poéticas más importantes: Ansia de la Gracia, Mujer sin Edén (libro cuya edición cuidó el poeta Leopoldo de Luis, quien luego prologó las poesías completas), Mientras los hombres mueren (que expresa en palabras de la autora "el profundo desconsuelo que siente una mujer ante los inescrutables designios que permiten el horror donde vivía confiada la sonrisa").
Con el poemario Ansia de la gracia, Conde entró en el mundo editorial, ya que hasta entonces había hecho ediciones de pocos ejemplares. Es un poemario cuyo tema central es el erotismo y sus imágenes están en relación con la naturaleza. Destaca el poema Primer amor.

¡Qué sorpresa tu cuerpo, qué inefable vehemencia!
Ser todo esto tuyo, poder gozar de todo
sin haberlo soñado, sin que nunca
un ligero esperar prometiera la dicha.
Esta dicha de fuego que vacía tu testa,
que te empuja de espaldas,
te derriba a un abismo
que no tiene medida ni fondo.
¡Abismo y solo abismo
de ti hasta la muerte!
¡Tus brazos!
Son tus brazos los mismos de otros días,
y tiemblan y se cierran en torno de su cuerpo.
Tu pecho, el que suspira, ajeno, estremecido
de cosas que tú ignoras,
de mundos que lo mueven...
¡Oh pecho de tu cuerpo, tan firme y tan sensible
que un vaho lo pone turbio
y un beso lo traspasa!
¡Si nunca nadie dijo que así se amaba tanto!
¿Podías tú esperar que ardieran tus cabellos,
que toda cuanta eres cayeras como lumbre
en un grito sin cifra,
desde una cordillera gritada por la aurora?
¿Ceniza tú algún día? ¿Ceniza esta locura
que estrenas con la vida recién brotada al mundo?
¡Tú no te acabas nunca, tú no te apagas nunca!
Aquí tenéis la lumbre, la que lo coge todo
para quemar el cielo subiéndole la tierra.
Carmen Conde

Conde recorrió España invitada a hacer lecturas poéticas e impartir lecciones mientras sigue colaborando con múltiples revistas literarias. También viajó  
En 1967, publicó varias antologías: Once grandes poetisas americohispanas; Poesía y femenina española (1939.1y un estudio Un pueblo que lucha y caóta (iniciación a la Literatura española de los siglos XII al XV). El 28 de julio de 1968, mrió Oliver y, tres años más tarde, Conde publicó la edición de sus obras comótas. Volvió a vivir con Amó Junquera, viuda también, en la calle de Wellingtonia. Organizado por Carmen Llorca, directora del Ateneo madrileño, hizo un viaje a China que plasmó en uno de sus últimos libros.
En 1978 fue elegida académica de número de la Real Academia Española, ocupando el sillón "K", y el 28 de enero de 1979 pronunció el discurso de ingreso en la Academia: Poesía ante el tiempo y la inmortalidad. A partir de 1982, comenzaron a manifestarse los primeros síntomas de la enfermedad de Alzheimer, aunque no dejó de conceder entrevistas, participar en programas de radio y publicar. En 1987, año en el que falleció Amanda Junquera, Conde recibió el Premio Nacional de Literatura Infantil y Juvenil por Canciones de nana y desvelo. En los últimos años de su vida, entre 1992 y 1996, vivió en una residencia en Majadahonda donde falleció.

## Análisis de su obra
La producción literaria de Conde es muy vasta, no sólo porque abarque poesía, novela, relato, literatura infantil, ensayo, biografía, ni por su labor como antóloga tanto de su propia obra como de poesía de su época, sino porque sólo su antología Obra poética 1929-1966 tiene más de una veintena de poemarios. Los temas constantes en sus obras son el amor, el erotismo, la sensualidad, el cuerpo femenino, la experiencia De Dios, etc.
Brocal (1929), su primer libro de poemas en prosa, nos muestra a una autora con un mundo interior lírico lleno del ambiente mediterráneo de luz y sol. Júbilos (1934) también de poemas en prosa, tiene una mayor complejidad estructural y temática. Ya comienza a verse su condición narrativa y memorial que impregnará su obra. En Ansia de gracia (1945) el tema fundamental es el Amor lleno de sensualidad y vitalista. En Mujer sin edén (1947) se autoafirma como mujer frente a la realidad y la naturaleza. En su libro Derribado arcángel (1960) cuenta la lucha de la poeta contra Satán, el ángel derribado, que aparece como tentador, y al que solo quiere derribado, no vencido para que continúe su lucha. En la tierra de nadie (1960) destaca por ser poesía de alejamiento y soledad. En A este lado de la eternidad (1970) surge la rebeldía social ante este mundo y su podredumbre. Corrosión (1975) tiene como tema fundamental la vida y el dolor. En él incluirá tres poemas en los que, tras una visita a Nueva York, reflexiona sobre la deshumanización del mundo y la sociedad. Dedicará también una parte al esposo muerto "Digo palabras porque la muerte es muda" en un tono elegiaco nutrido de recuerdos, dolor y rencor. En El tiempo es un río lentísimo de fuego (1978) crea una renovación estilística muy personal que continúa con La noche oscura del cuerpo (1980) en el que reflexiona sobre su cuerpo ante la muerte. Su último libro poético fue Hermosos días en China (1987) escritos en y después de su viaje a China, en los que se muestra a una Carmen exultante ante este país.
Conde usa en sus poemas un yo lírico ambiguo e incluso abstracto al igual que pronombres que ocultan el género de los personajes. Identifica a la persona amada con un paisaje (el paisaje de Ifach), y relaciona su yo lírico con una naturaleza humanizada y casi corporal. Acude al alma, tanto la propia como la del ser amado para evitar caer en conflicto con las normas sociales. Muchas de sus metáforas pueden ser explicadas atendiendo a un nuevo significado en el contexto de deseos vedados. Así, la noche, la sombra, el abismo, están relacionados con el deseo prohibido. Es una constante también el silencio.

Guardaré mi voz en un pozo de lumbre

y será crepúsculo toda la vida.

Ya girarán más leves los cuchillos

porque no encontrarán donde herirme.

Erguida de rocios negros,

para ti cantaré.
Carmen Conde

El deseo amoroso-físico está presente a lo largo de su obra y el hecho de que en ocasiones sea una mujer marca su poesía de una forma especial.
Con respecto a su teatro infantil y juvenil, cabe destacar su condición de maestra y su lucha por no bajar el listón cultural al dirigirse a este tipo de lector. La temática en este género va desde el romancero e historia española hasta la mística acercada a esas edades con especial sensibilidad y nivel intelectual. En sus inicios se nota la influencia de las vanguardias europeas con títulos como "kikiriki" al igual que ocurrió con varios compañeros de la generación del 27 que se adentraron en el teatro infantil y juvenil. (Luis Ahumada Zuaza. "El teatro infantil y juvenil de Carmen Conde".)

## Legado
En septiembre de 1992, Conde redactó su testamento legando al Ayuntamiento de Cartagena, su ciudad natal, la totalidad de su obra literaria y la de su marido. Los mandatarios de la escritora, en virtud del poder otorgado por la misma, formalizan un convenio que regula la donación de este legado cultural, cuyo texto definitivo se aprobó en 1994. Con la misión de velar por el buen funcionamiento y cumplimiento de los fines de la donación, así como el fomento de las personalidades de Carmen Conde y Antonio Oliver y sus obras, el Ayuntamiento de Cartagena se comprometió en ese Convenio a crear el Patronato Municipal Carmen Conde-Antonio Oliver, que se constituyó en 1995; este mismo año se inauguró el Museo.
Tras su fallecimiento su sillón en la Real Academia Española lo ocupó Ana María Matute en 1998.
Desde 1984, la editorial Torremozas convoca el Premio Carmen Conde de poesía dedicado a autoras. 

## Catálogo de sus obras

### Lírica
- Brocal (poemas en prosa), M., La Lectura, 1929.
- Júbilos. Poemas de niños, rosas, animales y vientos, Murcia, La Verdad, 1934 (Prólogo de Gabriela Mistral "Carmen Conde, contadora de la infancia").Ilustrado por la argentina Norah Borges.
- Pasión del verbo, M., Gráficas Marsiega, 1944.
- Vidas contra su espejo (1944)
- Ansia de la gracia, M., Col. Adonais, 1945.
- Honda memoria de mí, M., La Gráfica Comercial, 1946.
- Mi fin en el viento, M., Col. Adonais, 1947.
- Mujer sin edén, M., 1947.
- Sea la luz, M., Mensaje, 1947.
- En manos del silencio, 1950.
- Iluminada tierra, M., Edición de la autora, 1951.
- Empezando la vida, 1951.
- Mientras los hombres mueren (Poemas en prosa), Milán, Cisalpino, 1952.
- Vivientes de los siglos, M., Los Poetas, 1954.
- Los monólogos de la hija, M., CSIC, 1959.
- Derribado arcángel, M., Revista de Occidente, 1960.
- En un mundo de fugitivos, Bs. As., Losada, 1960.
- Dos poemas, Murcia, Tirada aparte de ‘Monteagudo’, 1962.
- En la tierra de nadie, Murcia, El laurel del sureste, 1962.
- Los poemas del Mar Menor, Murcia, Universidad de Murcia, 1962.
- Su voz le doy a la noche, M., La Gráfica Comercial, 1962.
- Jaguar puro inmarchito, M., Edición de la autora, 1963.
- Obra poética (1929-1966), M., Biblioteca Nueva, 1967. (Incluye los libros inéditos Devorante arcilla, Enajenado mirar y Humanas escrituras. Premio Nacional de Literatura).
- A este lado de la eternidad, M., Biblioteca Nueva, 1970.
- Cancionero de la enamorada, Ávila, El toro de granito, 1971.
- Corrosión, M., Biblioteca Nueva, 1975.
- Cita con la vida, M., Biblioteca Nueva, 1976.
- Días por la tierra (1977)
- El tiempo es un río lentísimo de fuego, B., Edic. 29 (Libros Río Nuevo), 1978.
- Al encuentro de Santa Teresa (1979)
- Obra poética (1979)
- La noche oscura del tiempo (1980)
- Noche oscura del cuerpo (1980)
- Derramen su sangre las sombras, M., Torremozas (1983)
- Brocal y poemas a María (1984)
- Del obligado dolor (1984)
- Antología poética (1985)
- Por el camino viendo las estrellas, 1985.
- Cráter (1985)
- Canciones de nana y desvelo (1985)
- Soy la madre (1986)
- Memoria puesta en olvido (antología personal) M., Torremozas (1987)
- Palabra tuya..., una. Ansia de la gracia M., Torremozas (1988)
- Júbilos (1990)
- Nada más que Caín (1995)
- Creció espesa la yerba (1996)
- Sostenido ensueño
- El Arcángel
- Humanas escrituras

### Otras obras
- Poesía de jóvenes españoles (1997)
- Once grandes poetisas américo-hispanas (1967)

#### Teatro para adultos
- A los acordes de la pavana, Lecturas, núm. 54, Barcelona, noviembre de 1925.
- Cuando las rosas mueren: (boceto de comedia en un acto), Lecturas, año 6, núm. 58, Barcelona, marzo de 1926.
- Decir de la tierra: del Auto civil "Oíd a la vida", Radio Murcia: revista quincenal ilustrada de radiodifusión órgano de la Emisora EAJ-17, 2.ª época, núm. 12, Murcia, 16 de abril de 1937.
- Trasmundo: (El infinito) [1937], en Soplo que va y no vuelve, firmado por Florentina del Mar, Madrid, Alhambra, 1944.
- Un mensaje: (homenaje al inolvidable poeta Antonio Machado [1940].
- El llanto (teatro en tres estancias) [1938], firmado por Florentina del Mar, Fantasía: Semanario de la invención literaria, núm. 20, Madrid, 22 de julio de 1945.
- El infinito [1937], Al-Motamid: verso y prosa, núm. 16, Larache, enero-marzo de 1949.
- Teatro inútil (I) [1971], en Narradores murcianos, sel. y pról. de Ramón Jiménez Madrid, Murcia, Editora Regional, 1986, vol. II. (Textos de alcance).
- El mundo de Carmen Conde: saber es amar, Madrid, 1986.
- Prólogo: (óleo) [1946], Correo literario: Arte y Letras hispanoamericanas, año 1, núm. 5, Madrid, 1 de agosto de 1955.
- Tras de la perdida gente [1937], Postdata: revista de Arte, Letras y Pensamiento, núm. 1, Murcia, noviembre de 1986.
- El arrebatado: (ensueño) [1937], Barcarola: revista de creación literaria, núm. 28, Albacete, 28 de julio de 1988.
- Tren de vuelta [1968], con anot. de Antonio Morales, Murcia, Escuela Superior de Arte Dramático y Danza, 1989.
- Nada más que Caín [1960], introd. Antonio Morales, Murcia, Universidad, 1995 (Antología teatral española).
- Mineros [2018] Introd. Fran Garcerá, (Ediciones Torremozas)
- Oíd a la vida [2019] Introducción, edición y notas de Anna Cacciola (Ediciones Torremozas)

#### Teatro infantil y juvenil
- Aladino: teatro para niños, en dos actos, estrenado en el Teatro Español, de Madrid, por el Teatro Nacional Lope de Rueda, el 11 de noviembre de 1943, firmado por Florentina del Mar, Madrid, Hesperia, 1944.
- El molino que no obedecía al viento, firmado por Florentina del Mar, La Estafeta Literaria, núm. 1, Madrid, 5 de marzo de 1944.
- El sueño encerrado, firmado por Florentina del Mar, La Estafeta Literaria, núm. 3, Madrid, 15 de abril de 1944.
- Conflicto entre el sol y la luna, firmado por Florentina del Mar, La Estafeta Literaria, núm. 11, Madrid, 25 de agosto de 1944.
- La madre de los vientos, firmado por Florentina del Mar, La Estafeta Literaria, núm. 12, Madrid, 10 de septiembre de 1944.
- Ángeles en vacaciones, firmado por Florentina del Mar, La Estafeta Literaria, núm. 13, Madrid, 25 de septiembre de 1944.
- Rafael El Valeroso: (aventura de misterio en un acto), original de Florentina del Mar, figurines y boceto de escenario de José Francisco Aguirre, La Estafeta Literaria, núm. 15, Madrid, 1 de noviembre de 1944.
- Currito y un eclipse, firmado por Florentina del Mar, La Estafeta Literaria, núm. 17, Madrid, 1 de diciembre de 1944.
- Vino el Arcángel, firmado por Florentina del Mar, La Estafeta Literaria, núm. 18, Madrid, 15 de diciembre de 1944.
- La conquista de Acoma: (obra en cuatro cuadros), firmado por Florentina del Mar, figurines y escenario de Gabriel, La Estafeta Literaria, núm. 22 y 23, Madrid, 28 de febrero y 15 de marzo de 1945.
- Este niño Jesús que siempre nace, firmado por Florentina del Mar, La Estafeta Literaria, núm. 39, Madrid, 30 de diciembre de 1945, p.30.
- El Rey de Bastos y las tres hijas del Rey de Copas, firmado por Florentina del Mar, La Estafeta Literaria, núm. 25, Madrid, 25 de abril de 1945.
- Tres con un burro: (boceto teatral), firmado por Florentina del Mar, La Estafeta Literaria, núm. 34, Madrid, 25 de septiembre de 1945.
- Belén: (Auto de Navidad) en dos actos, Matilde Salvador es autora de la música, canciones y orquesta para esta obra, il. de Molina Sánchez, Madrid, ENAG, 1953.
- CONDE, Carmen - OLIVER BELMÁS, Antonio, A la estrella por la cometa, il. de José Antonio Molina Sánchez, partituras musicales de Matilde Salvador y de Rafael Rodríguez-Albert, Madrid, Doncel, 1961 (La ballena alegre). Contiene las siguientes obras: El monje y el pajarillo, El lago y la corza, El conde sol y una obra escrita por Antonio Oliver Morir sino sin miedo.)
- Belén: (auto de Navidad), il., Sánchez Muñoz, Madrid, Escuela Española, 1979 (Colección infantil y juvenil).
- El Conde Sol, il. de Viví Escrivá, Madrid, Escuela Española, 1979 (Colección infantil y juvenil).
- Una niña oye una voz, Madrid, Escuela Española, 1979 (Colección infantil y juvenil).
- El Rey de Bastos y las tres hijas del Rey de Copas, en Una niña oye una voz.
- El lago y la corza, il. de Viví Escrivá, Madrid, Escuela Española, 1980 (Colección infantil y juvenil).
- El monje y el pajarillo, il., Ulises Wensell, Madrid, Escuela Española, 1980 (Colección infantil y juvenil).
- Llega el Niño... (Estampa del Nacimiento), en Cuentos para niños de buena fe, il., Marisa Salmeán, Madrid, Escuela Española, 1981.
- Belén: (Auto de Navidad), il., Sánchez Muñoz, Madrid, Escuela Española, 3.ª ed., 1983 (Colección infantil y juvenil).
- El Conde Sol, il. de Viví Escrivá, Madrid, Escuela Española, 2.ª ed., 1983 (Colección infantil y juvenil).
- El lago y la corza, il. de Viví Escrivá, Madrid, Escuela Española, 2.ª ed., 1983 (Colección infantil y juvenil).
- Una niña oye una voz, Madrid, Escuela Española, 2.ª ed., 1984 (Colección infantil y juvenil).
- Belén, en Carmen Conde: antología infantil y juvenil.
- El lago y la corza. El Conde Sol.

#### Cuentos
- Doña Centenito, gata salvaje: Libro de su vida (Cuaderno primero), firmado por Florentina del Mar, Madrid, Alhambra, 1943.
- Los enredos de Chismecita: (Cuaderno primero), firmado por Florentina del Mar, Madrid, Alhambra, 1943.
- Chismecita y sus enredos: (Cuaderno segundo), firmado por Florentina del Mar, Madrid, Alhambra, 1944.
- Centenito la gattina del bosco, trad. dallo spagnolo di Carla Brunetti, Milán, Fratelli Fabbri, 1954 (Biblioteche dei fanciulli).
- Viejo venís y florido--!, firmado por Florentina del Mar, portada e il., Urruela Salazar, Alicante, Caja de Ahorros del Sureste de España, 1965 (Publicaciones de la Caja de Ahorros del Sureste de España).
- El caballito y la luna, firmado por Florentina del Mar, il. Marisa Salmeán, sonido: guion, música y letra, Claudina y Alberto Gambino, Madrid, CVS Audiolibro, 1974 (La ardilla inquieta: audiolibros infantiles y juveniles).
- Cuentos del Romancero, il., Joaquín Castañer, Barcelona, Ediciones 29, 1978.
- Un conejo soñador rompe con la tradición, il., Marisa Salmeán, Madrid, Escuela Española, 1979 (Colección infantil y juvenil).
- Doña Centenito, gata salvaje: el libro de su vida, il., Carlos Torres, Barcelona, Ediciones 29, 1979 (La peonza de papel).
- El mundo empieza fuera del mundo, il., F. Cruz de Castro, Madrid, Escuela Española, 1979 (Colección infantil y juvenil).
- Zoquetín y Martina, il., Carlos Torres, Barcelona, Ediciones 29, 1979 (La peonza de papel).
- Cuentos para niños de buena fe, il., Marisa Salmeán, Madrid, Escuela Española, 1981 (Colección infantil y juvenil).
- Llega un gato, en Cuentos de verdad, il., Asun Balzola, Madrid, Escuela Española, 1981, págs. 7-13 (Colección infantil y juvenil)
- Cuentos del Romancero, il., Joaquín Castañer, Barcelona, Libros Río Nuevo, 1982 (Colección Príncipe).
- Un conejo soñador rompe con la tradición, il., Marisa Salmeán, Madrid, Escuela Española, 2.ª ed., 1983 (Colección infantil y juvenil).
- Cuentos para niños de buena fe, il., Marisa Salmeán, Madrid, Escuela Española, 2.ª ed., 1984 (Colección infantil y juvenil).
- Centenito, il., Marisol Menéndez, Madrid, Escuela Española, 1987 (Caballo de cartón).
- Cuentos del Romancero, il., Nivio López Vigil, Madrid, Escuela Española, 1987 (Caballo de cartón).
- Madre Ballena y otros cuentos, il. por Enrique Ibáñez Clemente, León, Everest, 1989 (La torre y la flor).
- Cuentos del Romancero, en Carmen Conde: antología infantil y juvenil.
- Doña Centenito, gata salvaje: libro de su vida.

## Premios[16]
- Premio Elisenda de Montcada con la novela Las oscuras raíces (1953)
- Premio Nacional Simón Bolívar de poesía en lenguas románicas por Vivientes de los siglos, Siena, (1954)
- Premio Doncel de Teatro Juvenil con la obra A la estrella con la cometa (1961)
- Premio Nacional de Poesía (1967)
- Premio Benito Pérez Galdós de Periodismo (1979)
- Premio Adelaida Ristori del Centro Cultural Italiano (1979)
- Premio Ateneo de Sevilla con la novela Soy la madre (1980)
- Premio Nacional de Literatura Infantil y Juvenil por Canciones de nana y desvelo (1987)

## Reconocimientos
En julio de 2018 la Asociación “Herstóricas. Historia, Mujeres y Género” y el Colectivo “Autoras de Cómic” creó un proyecto de carácter cultural y educativo para visibilizar la aportación histórica de las mujeres en la sociedad y reflexionar sobre su ausencia consistente en un juego de cartas. Una de estas cartas está dedicada a Conde.
En 2020 la cantante, compositora y pianista Sheila Blanco lanzó su álbum de poesía musicalizada Cantando a las poetas del 27 en el que hizo un homenaje a la poeta incluyendo el poema, En la tierra de nadie.